# El Ventanín

Vista desde el alto de El Padrún

El Ventanín es una localidad del concejo de Oviedo y perteneciente a la parroquia de Olloniego. Está situada a una altitud de 200m. En la actualidad cuenta con una población de 8 personas y 4 viviendas.
Se encuentra situada al lado de la  AS-375 , cerca del alto de El Padrún, en la antigua carretera que comunicaba a Asturias con la meseta.